# Storabborrloken
Storabborrloken är en sjö i Bräcke kommun i Jämtland och ingår i Ljungans huvudavrinningsområde.